# Conopariella steyskali
Conopariella steyskali är en tvåvingeart som beskrevs av Ian David Whittington 2003. Conopariella steyskali ingår i släktet Conopariella och familjen bredmunsflugor.
Artens utbredningsområde är Kamerun. Inga underarter finns listade i Catalogue of Life.